# Devi Priya
Shaik Khaja Hassan, im Volksmund unter seinem Pseudonym Devi Priya (15. August 1951 – 21. November 2020) bekannt, war ein Telugu-Dichter und Journalist, der für seine politische Satire bekannt war. Für seine Arbeit Gaali Rangu (deutsch: Farbe des Windes) erhielt er 2017 den Sahitya Akademi Award. Zu seinen berühmten Werken gehörten Adhyakshaa Mannichandi (deutsch: Verzeihung, Präsident), Gareebi Geetaalu (deutsch: Lieder der Armut) und Amma Chettu Chepa Chiluka (deutsch: Mutter, Baum, Fisch und Papagei).

## Frühe Lebensjahre
Priya wurde am 15. August 1951 als Shaik Khaja Hassan in Tadikonda, Distrikt Guntur, im damaligen Bundesstaat Madras (heute im Bundesstaat Andhra Pradesh) in Indien geboren. Er studierte Telugu und englische Literatur am Andhra Christian College in Guntur.

## Werdegang
Als Journalist war Priya für seine politische Satire bekannt, darunter ein laufendes Stück über aktuelle politische Ereignisse mit dem Titel Running Commentary in der Telugu-Zeitung Udayam. Später gab er den gleichen Kommentar zu lokalen Nachrichtensendern in Telugu-Sprache ab. Er war auch bekannt für seine satirischen Cartoons. Eine Sammlung seiner Zeitungsartikel wurde als Adhyakshaa Mannichandi (deutsch: Pardon me, President) veröffentlicht. Laut The Hindu gilt das Buch als eines der beliebtesten Bücher für Journalisten, Schriftsteller und Politiker in der Landessprache. Während seiner Karriere hatte er als Journalist bei den Telugu-Zeitungen Udayam, Andhra Prabha und Hyderabad Mirror sowie bei der englischen Zeitung The Hans India gearbeitet. In einer Erklärung der Regierung von Andhra Pradesh zu seinem Tod wurde er als einer der ersten und besten politischen Kommentatoren des Staates bezeichnet.
Hinsichtlich seiner Tätigkeiten als Dichter wurde festgestellt, dass er in seinen Gedichten eine feine Balance zwischen „direktem und dekorativem“ Vers mitbringt. Für seine Gedichte schöpfte er aus der indischen Mythologie, einschließlich Epen. Zu seinen berühmten Werken gehörten Gareebi Geetaalu (Deutsch: Lieder der Armut) und Amma Chettu Chepa Chiluka (deutsch: Mutter, Baum, Fisch und Papagei). Er war auch Texter für Telugu-Filme, darunter das Lied Jambal Bhari Bhari für Maa Bhoomi (deutsch: Unser Land) und andere Filme, darunter Raguluthunna Bharatham (deutsch: Wütendes Indien) und Pallaki (Deutsch: Sänfte). Seine Vielseitigkeit in den Themen seiner Werke ließ ihn mit dem klassischen Telugu-Schriftsteller und Dichter Sri Sri vergleichen.
Er hatte auch einen englischsprachigen Dokumentarfilm in voller Länge, Music of a Battle, produziert, der auf dem Leben des Balladeers und Aktivisten Gaddar basiert.
Für seine Gedichtsammlung Gaali Rangu (deutsch: Farbe des Windes) wurde er 2017 mit dem Sahitya Akademi Award ausgezeichnet. Er erhielt auch einen UNICEF-Preis für sein Dokumentarfilm-Drehbuch zur Rettung des Mädchens.

## Persönliches Leben
Priya war verheiratet und hatte einen Sohn und eine Tochter. Er starb im Alter von 69 Jahren am 21. November 2020 nach kurzer Krankheit im Nizam Institute of Medical Sciences in Hyderabad. Er litt an Diabetes und eines seiner Beine war zuvor nach einer Gangrän amputiert worden.